# 妙德寺站
妙德寺站（日语：／ Myōtokuji eki */?）是位於香川縣木田郡平井町平木，高松電氣軌道的長尾線車站，現時已經廢止。
此站位於平木站靠近長尾站一方（西邊）約290米處。現時位於新川鐵橋西邊，平木堤防平交道西北方。
車站名稱取自現地附近的日蓮宗寺院。

## 車站構造
車站是一座地面車站，設有1面1線的單式月台。

## 歷史
- 1912年（明治45年）4月30日 - 高松電氣軌道車站啟用。
- 1934年（昭和9年） - 車站廢止。

## 相鄰車站
高松電氣軌道
平木－妙德寺－（學園通）－鹿伏－白山

## 注腳
1. ↑  在此站廢止前此站還未啟用